# Apostolache
Apostolache là một xã thuộc hạt Prahova, România. Dân số thời điểm năm 2002 là 2349 người.